# Daniel Olano Pérez
Daniel Olano Pérez (Zaragoza, 1950) es un arquitecto español, reconocido por su contribución a la arquitectura contemporánea, especialmente en la región de Aragón. Realizó proyectos de naturaleza pública y privada, de edificación o de planeamiento urbanístico, de intervenciones en el patrimonio, promociones inmobiliarias de uso residencial, industrial o terciario, obra civil y de urbanización. Entre sus piezas arquitectónicas singulares está la obra de remodelación de la cabecera de la Plaza de España y el edificio de Puerta Cinegia, las Piscinas Cubiertas Miralbueno El Olivar o la construcción del Pabellón de Aragón en la Expo de 2008.

## Biografía
Daniel Olano Pérez se licenció en Arquitectura en 1977 por la Escuela Técnica Superior de Arquitectura de la Universidad de Barcelona, donde recibió clases de Rafael Moneo, que era catedrático de Elementos de Composición desde 1971.
En sus primeros años de profesión fue arquitecto municipal de las localidades zaragozanas de Gallur, Luceni, Pradilla de Ebro, Remolinos, Villanueva de Gállego y Boquiñeni.
Olano participó en la planificación urbana, siendo coautor de planes generales para varias ciudades aragonesas.
Su carrera se ha desarrollado principalmente en Zaragoza, ciudad en la que ha dejado una huella significativa a través de sus proyectos, que abarcan desde viviendas unifamiliares hasta complejos industriales y edificios públicos.

## Premios y reconocimientos
- Premio García Mercadal en 1989 por las Piscinas Cubiertas Miralbueno El Olivar (Zaragoza).[2]

- XXVI Trofeo Ricardo Magdalena 2005 de arquitectura por el Edificio Puerta Cinegia (Zaragoza).[3]

## Obras
Tiene gran variedad de proyectos de naturaleza pública y privada, de edificación o de planeamiento urbanístico, de intervenciones en el patrimonio, promociones inmobiliarias de uso residencial, industrial o terciario, obra civil y de urbanización. Entre sus piezas arquitectónicas singulares está la obra de remodelación de la cabecera de la Plaza de España y el edificio de Puerta Cinegia, el edificio para la Cooperativa de Taxis, las Piscinas Cubiertas Miralbueno El Olivar (Premio García Mercadal en 1989) o la construcción del Pabellón de Aragón en la Expo de 2008, que ha sido su obra con más recorrido exterior y mayor proyección mediática.

### Teatro del Mercado

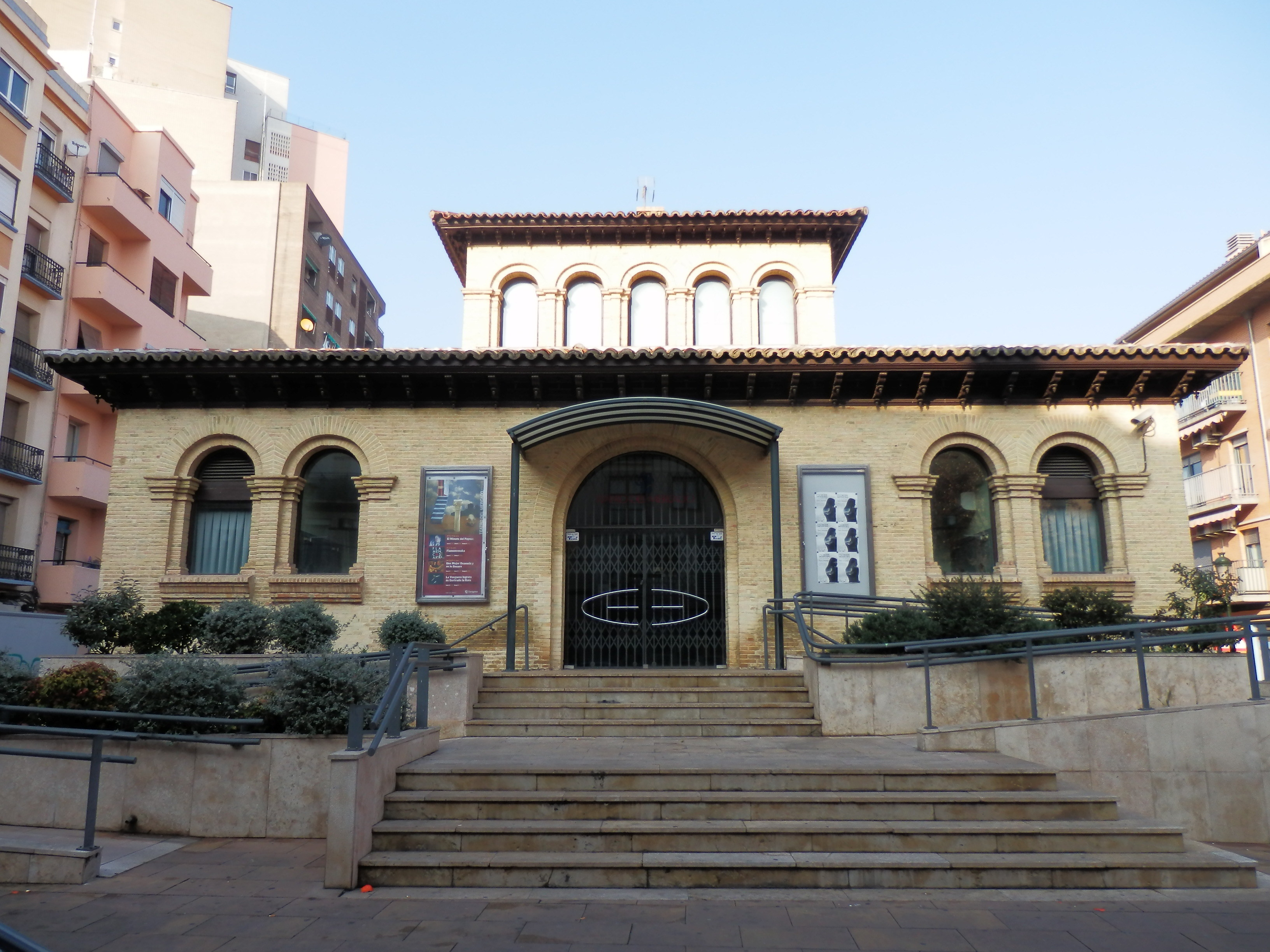
Teatro del Mercado.

El Teatro del Mercado es un teatro municipal de Zaragoza situado en la Plaza Santo Domingo. El teatro se halla en un edificio del año 1928 que fue el antiguo mercado de mayoristas de pescado de Zaragoza, de ahí su nombre.
Fue diseñado en 1928 por Miguel Ángel Navarro y su construcción es de planta rectangular de forma basilical con un semisótano y con dos alturas. Está construido en ladrillo caravista y zócalo de piedra.
Fue remodelado por el arquitecto Daniel Olano Pérez en 1983 para utilizarse como teatro municipal y cuenta con un aforo de 208 localidades.

### Puerta Cinegia

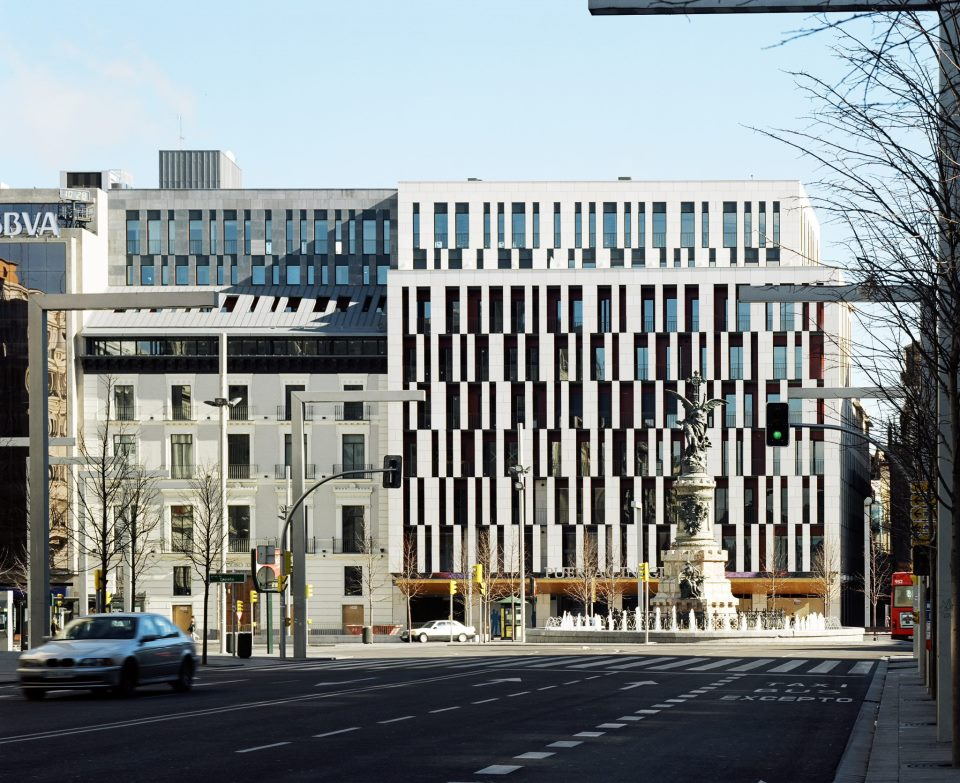
Puerta Cinegia.

Puerta Cinegia es un complejo de edificios situado en la Plaza de España de Zaragoza y que da paso a El Tubo. Alberga una zona residencial, una zona de oficinas, el centro comercial Puerta Cinegia Gastronómica, y en las plantas inferiores un aparcamiento público. El nombre procede de la puerta de la muralla romana que ocupaba ese mismo lugar.
Se inauguró el 26 de noviembre de 2004. En 2005 recibió el XXVI Trofeo Ricardo Magdalena de arquitectura.

### Pabellón de Aragón en la Expo 2008

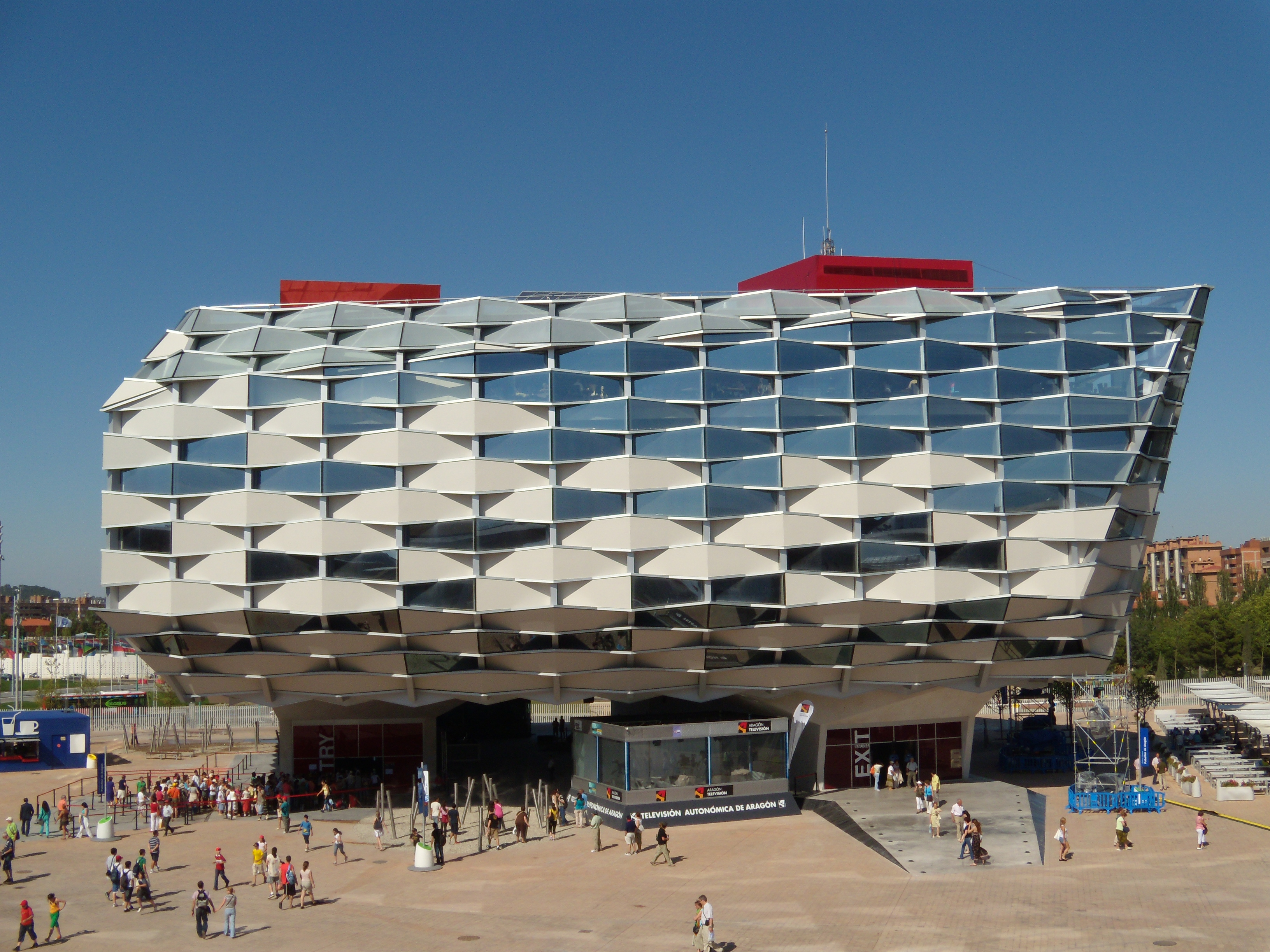
Pabellón de Aragón en la Expo 2008.

El Pabellón de Aragón es uno de los edificios principales de la Expo 2008 que se desarrolló en Zaragoza desde el 14 de junio hasta el 14 de septiembre de 2008.
El pabellón tiene la forma de una cesta de mimbre suspendida por tres pilares dejando liberado un espacio inferior que se utilizó como plaza durante el desarrollo del evento. La fachada está compuesta por láminas de vidrio y de micro-hormigón que le confieren una singular apariencia y lo dotan de luminosidad interior. La iluminación está garantizada además por seis lucernarios superiores. La planta tiene unas medidas de 50x50m con pequeñas diferencias por planta en virtud de su forma exterior. El pabellón cuenta con 3000 metros cuadrados de superficie expositiva además de salas menores, dependencias administrativas, una cafetería y una gran terraza desde la que se puede comtemplar Zaragoza y el recinto de la Expo.